# 上総湊港
上総湊港（かずさみなとこう）は、千葉県富津市にある地方港湾。港湾管理者は千葉県。統計法に基づく港湾調査規則では調査対象となっていない。

## 概要
房総半島の中南部、二級河川湊川の河口に位置する港湾で、東京湾に面している。
1892年10月、東京湾汽船の寄港地となったが、木更津線（現在の内房線）の延伸により、1917年6月に寄港は廃止された。1923年9月には関東大震災により被災、海底が約1メートル隆起して大型船が利用出来なくなった。
戦後は、1955年3月に地方港湾の指定を受け、1956年から1962年にかけて局部改良事業として河口右岸に物揚場、船曳場などが整備された。現在は、主に小型船の船溜まりとして利用されている。

## 航路
明治時代から大正時代にかけて東京湾汽船の館山航路が寄港していた。

## 港湾施設
- 船曳場（-1.0m×L=83.0m、1961年供用）
- 北物揚場（-1.5m×L=173.0m、1962年供用）
- 西物揚場（-1.5m×L=86.0m、1959年供用）